# Fleuve Jaune
Pour les articles homonymes, voir Huang.
Le fleuve Jaune (chinois : 黃河 ; pinyin : Huáng hé), ou Huáng hé, est le deuxième plus long fleuve de Chine après le Yangtsé. Long de 5 464 kilomètres, il prend sa source dans le plateau tibétain et après avoir traversé les provinces de Gansu, Ningxiang, Mongolie-Intérieure, Shaanxi, Shanxi, Henan et Shandong il se jette dans le golfe de Bohai en mer Jaune. Le bassin versant du fleuve d'une superficie de 752 443 km2 est caractérisé par un climat en grande partie semi-aride qui explique le débit modéré du fleuve à son embouchure (2 571 m3/s).
Le fleuve Jaune a joué un rôle crucial dans l'histoire de la Chine car la civilisation chinoise est née à la confluence du fleuve et de son affluent le Wei puis s'est développée le long de son cours. Caractérisé par des crues violentes et une forte charge sédimentaire arrachée au plateau de Lœss qu'il traverse sur son cours moyen, le fleuve Jaune a façonné et fertilisé la grande plaine de Chine du Nord. Sur son cours aval qui traverse celle-ci, les hommes ont depuis des millénaires tenté d'endiguer le fleuve et de limiter ses crues dévastatrices. Des travaux gigantesques ont été fréquemment mis en échec entraînant des changements de lit qui ont dans certains cas déplacé son embouchure sur plusieurs centaines de kilomètres.
Le bassin versant du fleuve Jaune est peuplé par 110 millions de Chinois. Ses eaux sont utilisées pour irriguer des terres jouant un rôle crucial dans la production agricole chinoise (40 % de la production totale de céréales), et fournir en eau potable 155 millions de personnes. Grâce à plus d'une vingtaine de grands barrages installés sur ses cours supérieur et moyen, il produit en moyenne 40 Twh d'électricité par an. Au cours des dernières décennies, le développement des secteurs agricole, industriel et minier ainsi que l'accroissement de la population et de son niveau de vie, ont très fortement dégradé la qualité de ses eaux et accru les prélèvements au point que, certaines années, le fleuve est complètement à sec au niveau de son embouchure. Le gouvernement a lancé des chantiers importants pour résoudre ces problèmes qui menacent tout l'écosystème du fleuve.

## Nom
Le fleuve Jaune ou Huang He (黃河), s'écrit également en hanyu pinyin Huánghé, en tibétain རྨ་ཆུ་, rMa chu, littéralement « le fleuve du paon »). Son nom lui vient de sa couleur boueuse liée à sa forte turbidité car il charrie de grandes quantités d'alluvions (lœss, limons) qui fertilisent la grande plaine du Nord de la Chine.

## Cours
Le cours du fleuve Jaune est par convention divisé en trois sous-ensembles : 
- le cours supérieur sur le plateau tibétain à environ 4 500 mètres d'altitude où il prend sa source ;
- le cours moyen où le fleuve jaune trace le plateau d'Ordos et traverse le plateau de Lœss ;
- le cours inférieur qui traverse la grande plaine du Nord de la Chine et s'achève lorsque le fleuve se jette dans le golfe de Bohai.

### Cours supérieur
La source du fleuve Jaune est située dans la partie nord-est du plateau tibétain. Ce dernier est  le château d'eau d'une dizaine de grands fleuves d'Asie dont l'autre grand fleuve chinois le Yangzi Jiang. Le cours supérieur du fleuve est situé dans la province du Qinghai. La source du fleuve est située à une altitude d'environ 5 000 mètres dans le bassin de Yueguzonglie sur le flanc nord de la cordillère de Bayan Har prolongement de la cordillère du Kunlun. Celle-ci sépare son bassin versant de celui du Yangzi Jiang. Le fleuve coule d'abord sur 350 km dans une large vallée plate dont l'altitude est comprise entre 4 200 et 4 350 mètres. Cette vallée est  encadrée par des massifs cristallins érodés (contreforts des monts Buqing au nord, Monts Bayan Har au sud) qui la dominent de 300 à 500 mètres. Le fleuve se dirige d'ouest en est en traversant les lacs Gyaring et Ngoring. La pente est faible (inférieure à 1 %) et le fleuve dessine des méandres dans cette large vallée. Cette partie du plateau tibétain est caractérisée par un climat froid (moyenne annuelle de −3,7 °C), des précipitations relativement faibles et concentrées durant l'été, des vents forts. La végétation est composée de prairies alpines et de steppes. La région est pratiquement dépourvue d'habitants, la seule activité humaine étant l'élevage.

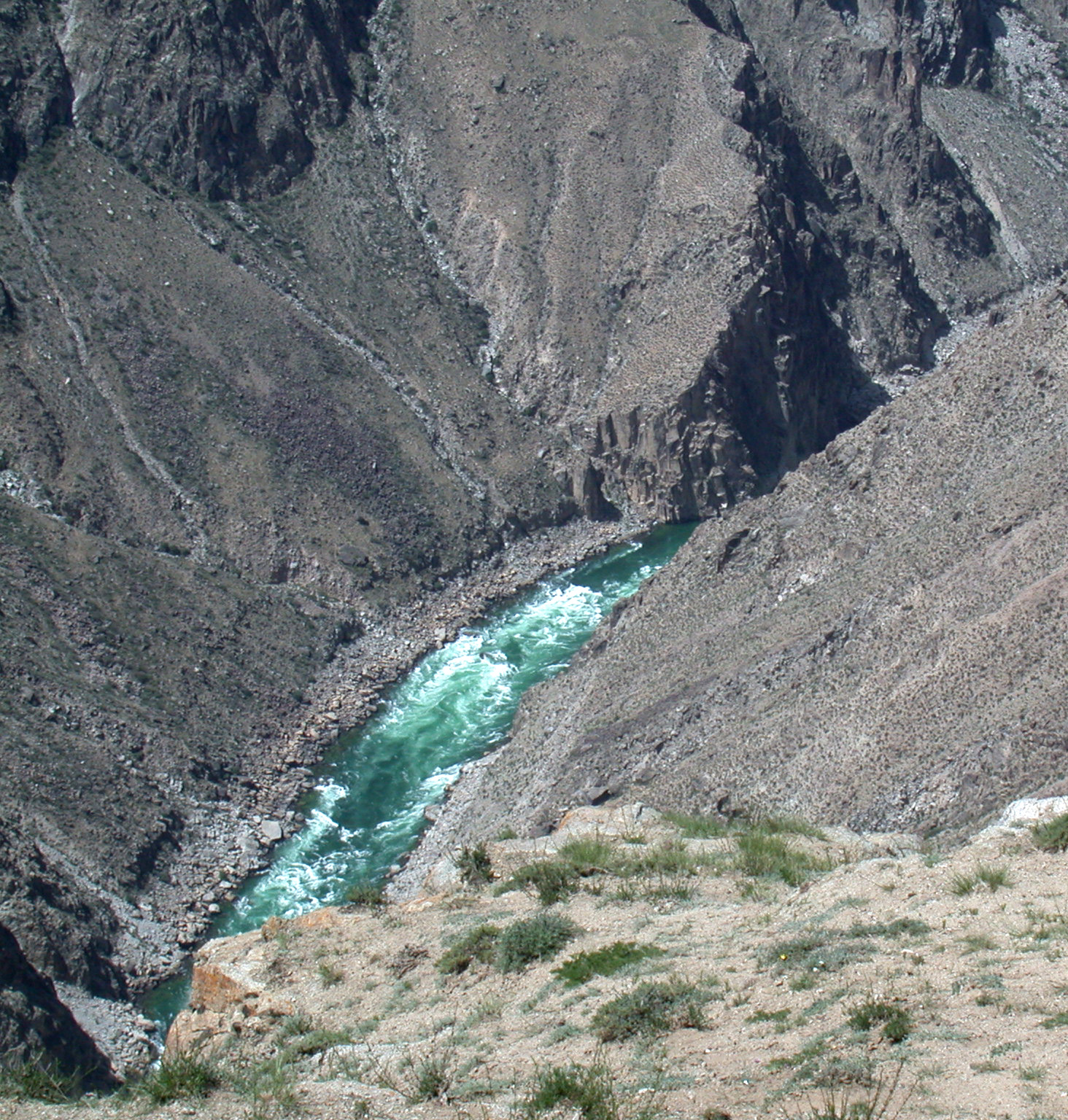
Les gorges du fleuve Jaune en aval du barrage de Longyangxia (au sud du lac Qinghai).

Le fleuve descend du plateau en franchissant des gorges profondes orientées dans un premier temps vers le sud-est puis vers le nord-est en contournant le mont Amnye Machen. La pente est de 2 mètres par kilomètre. Le cours du fleuve prend alors une direction est en passant entre les monts Xiqing et les monts Min. En quittant ces gorges le fleuve quitte le plateau du Tibet peu avant la ville de Lanzhou. Depuis sa source il a alors franchi 1 165 km. Le bassin versant du cours supérieur d'une superficie de 124 000 km2 est composé essentiellement de terrains montagneux, difficilement accessibles et peu peuplés caractérisés par un climat froid.

### Cours moyen

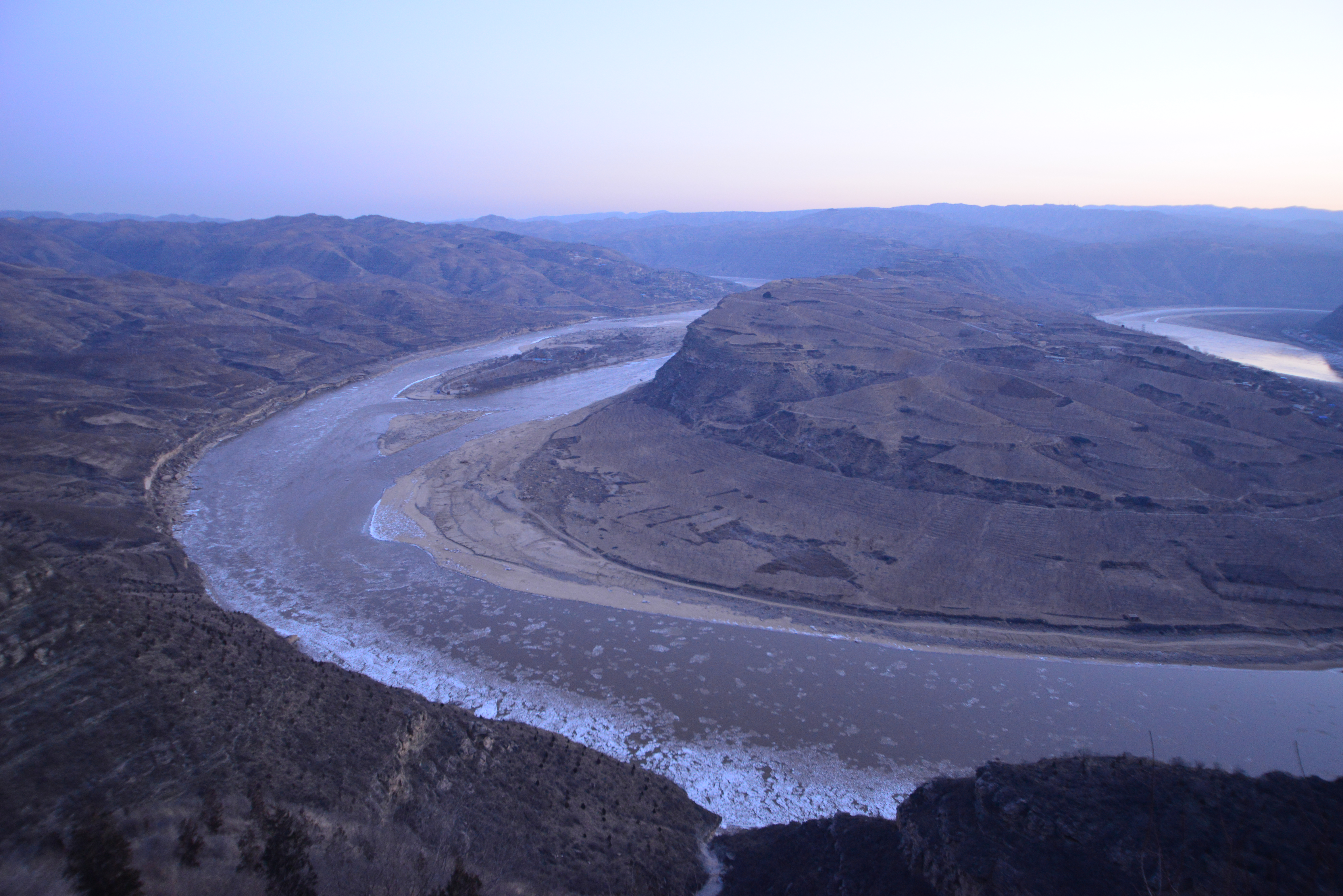
Méandre du fleuve Jaune dans le xian de Yonghe au Shanxi.

Sur son cours moyen, qui s'étire sur 2 900 kilomètres, le fleuve effectue une grand boucle qui draine le plateau de Lœss. Le fleuve se dirige d'abord vers le nord-est sur 880 km en traversant les terrains sableux du nord de la région autonome du Níngxià et de la partie occidentale du plateau d'Ordos. À cet endroit le fleuve traverse plusieurs gorges et comprend de nombreux rapides. Le cours du fleuve tourne ensuite à 90° et se dirige sur 800 km vers l'est en traversant les plaines alluviales de la Mongolie intérieure. La pente est très faible (9 centimètres par kilomètre) et le fleuve s'étale en de nombreux chenaux créés durant le dernier millénaire pour irriguer les terres agricoles. Après Baotou, le fleuve tourne de nouveau de 90° et se dirige vers le sud sur 715 kilomètres. Il sépare les provinces du Shaanxi et du Shanxi. Dans cette partie, le fleuve circule initialement dans des gorges étroites (45 à 60 m) et profondes de plus de 100 m puis s'élargit progressivement après avoir reçu les eaux de ses deux affluents les plus longs : les rivières Fen en provenance de la province de Shanxi et Wei dont le cours se situe dans la province de  Shaanxi. Au niveau de son confluent avec la rivière Wei, le fleuve modifie brutalement son cours en prenant la direction de l'est sur 480 kilomètres. Il s'engage dans une série de gorges étroites entre les monts Zhongtiao et les monts Qinling. La pente moyenne, qui est de 20 cm par km, est particulièrement accentuée dans les 160 derniers kilomètres. Le fleuve débouche dans la grande plaine du Nord de la Chine au niveau de la ville de Zhengzhou dans la province de Henan.

### Cours inférieur
Sur son cours inférieur, le fleuve Jaune  traverse notamment les villes de Kaifeng, Wuhai, Jinan (capitale du Shandong) et se jette finalement dans la mer de Bohai sous la forme d'un delta.
En aval de Zhengzhou, le fleuve Jaune pénètre dans la grande plaine du Nord de la Chine. Celle-ci s'est formée il y a 25 millions d'années à la suite du comblement progressif d'une mer peu profonde qui occupait la région par les sédiments transportés par le fleuve Jaune et d'autres rivières. Pratiquement plate, les seuls reliefs sont constituées par les collines basses de la péninsule du Shangdong situées en son centre. La plaine abrite une population dense et est depuis des millénaires une des principales régions agricoles de la Chine. Au cours de cette période le fleuve a changé son cours à de nombreuses reprises et les habitants ont très tôt construit des réseaux de digues pour contrôler ses débordements et exploiter ses eaux pour irriguer les cultures.
Le cours inférieur du fleuve Jaune qui est long d'environ 700 km est caractérisé par une pente très faible (5 centimètres par kilomètre). Les dépôts de sédiments ont rehaussé progressivement le lit du fleuve corseté par le réseau de digues si bien le niveau des eaux est 5 à 11 mètres au-dessus de la campagne environnante. Le delta du fleuve commence 80 km avant son embouchure dans le golfe de Bohai. D'une superficie de 5 400 km2, il est constitué par une vaste zone marécageuse couverte de roseaux. Du fait de la présence d'une barre sableuse à l'embouchure, celle-ci ne peut être franchie que par des navires de faible tirant d'eau. Les sédiments transportés par le fleuve accroissaient autrefois la superficie du delta. Entre 1870 et 1970, le delta s'est avancé dans le golfe de 19 km. Mais la construction des barrages à partir des années 1950 a réduit la quantité de sédiments transportés et le delta tout en continuant à s'étendre s'est en même temps érodé sur certaines parties.       

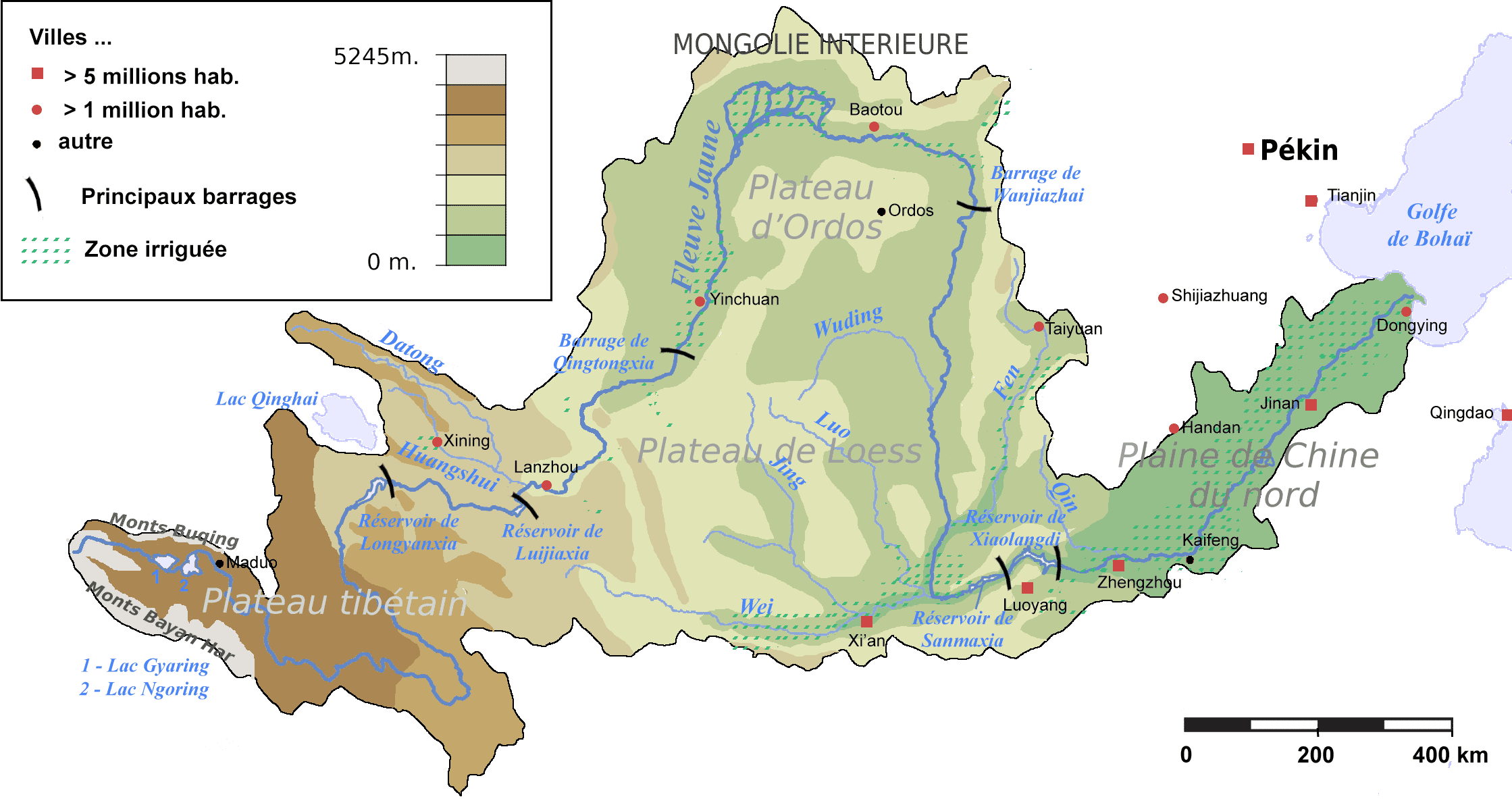
Carte du bassin versant du fleuve.

## Histoire

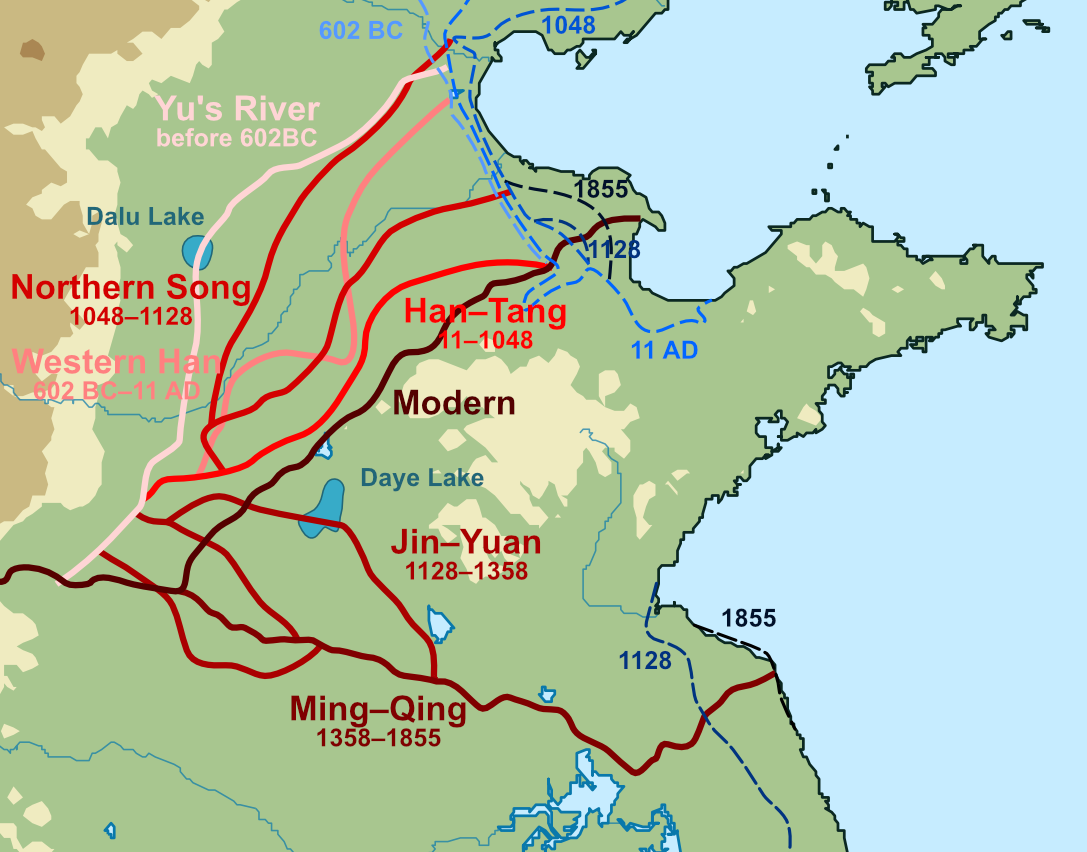
Les différents cours du fleuve Jaune dans l'histoire (de 600 avant notre ère à aujourd'hui).
La couleur indique l'ancienneté (du rose pâle au rouge foncé).

La civilisation chinoise est née il y a 5 800 ans le long du fleuve Jaune, des cours moyen et inférieur du fleuve Yangtsé et du fleuve Liao occidental.
Le cours du fleuve a varié de nombreuses fois. Sous les Ming et vers la fin des Qing le fleuve coulait vers le sud.
Entre 1851 et 1855, le fleuve Jaune retourne vers le nord, sa nouvelle embouchure est à 600 km de l'ancienne, ce qui provoqua la révolte des Nian et des Taiping. Les inondations de 1887 auraient causé entre 900 000 et 2 millions de morts, l'un des pires désastres de l'histoire. Le fleuve trouve quasiment son tracé actuel en 1897.
En 1938, le Kuomintang détruit des digues retenant le fleuve dans le but de ralentir l'avancée de l'armée japonaise, ce qui provoque de graves inondations et cause au moins 500 000 morts parmi la population locale.

## Hydrographie
Le fleuve Jaune est réputé pour ses crues désastreuses, au cours desquelles il a plusieurs fois changé de cours, avec parfois un parcours alternatif beaucoup plus méridional passant par le lac Hongze.

## Affluents
Les principaux affluents du fleuve Jaune sont en partant de sa source :
- sur sa rive gauche le Hangshui, le Datong, la Fen et la Qin ;
- sur sa rive droite la rivière Wuding, le Wei, qui lui-même a pour affluents les rivières Luo et Jing.

## Aménagements

### Barrages et centrales

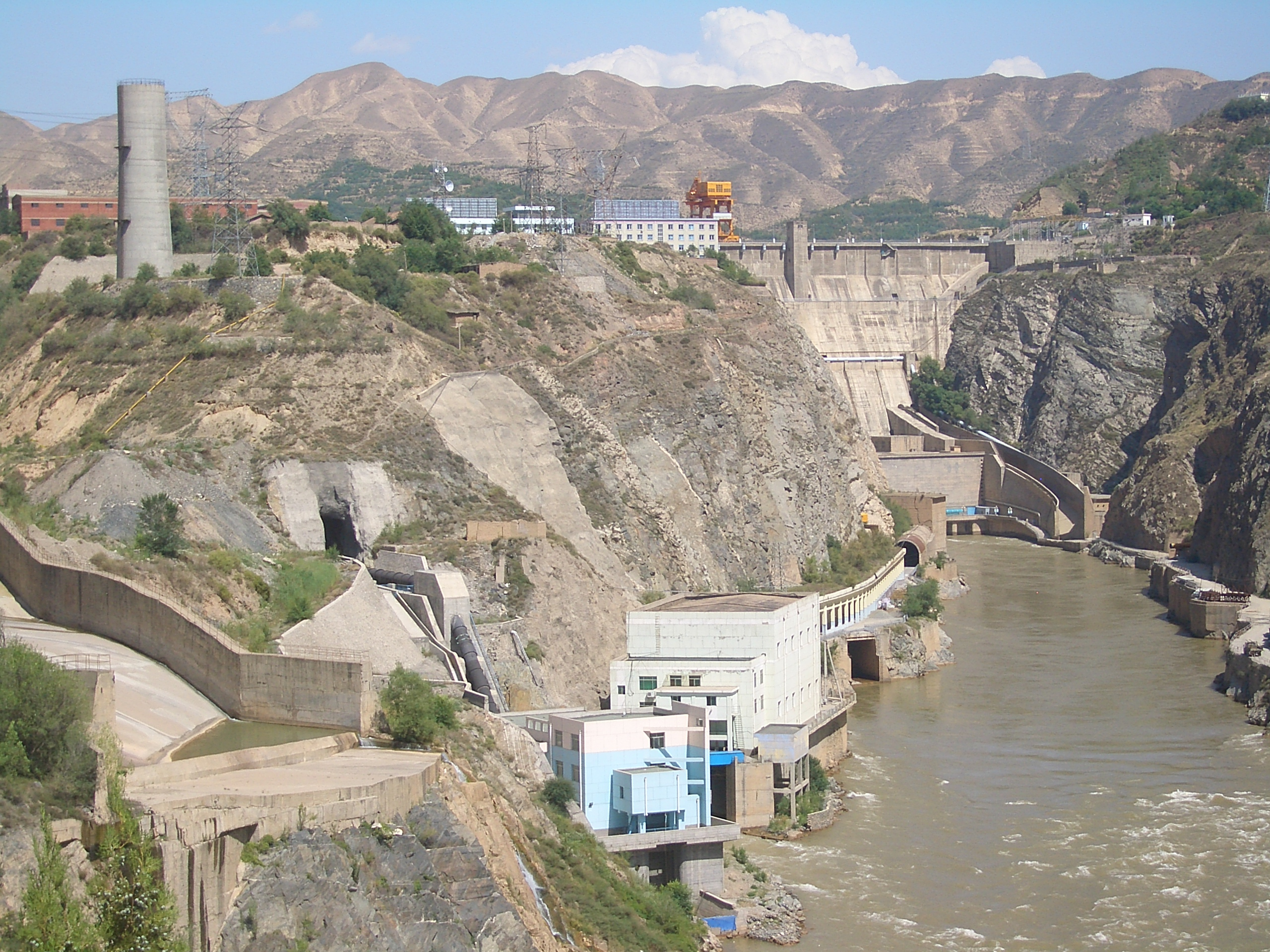
Barrage de Liujiaxia dans la province du Gansu.

Le fleuve Jaune traverse de vastes régions agricoles et industrielles qui subissent un climat caractérisé par des précipitations à la fois insuffisantes et très irrégulières. Par ailleurs le fleuve jaune est sujet à des crues violentes dues à la concentration des précipitations. Pour irriguer les terres agricoles, réduire l'impact des crues mais également produire de l'électricité et assurer l’alimentation en eau de l’industrie et de la population, le cours du fleuve Jaune comprend environ 10 000 réservoirs ayant une capacité totale de 62 milliards de m3 et 23 grands barrages ayant une capacité installée de 10 Gw et produisant en moyenne 40 TWh par an. Les principaux barrages sont : 
- le barrage de Longyangxia est situé sur le cours supérieur du fleuve dans le xian de Gonghe (province de Qinghai). Son  usine hydroélectrique d'une capacité de 1 280 MW fournit en moyenne 6 TWh par an. Le lac de barrage a une capacité de 24,7 milliards de m3 et permet d'irriguer 1 million d'hectares. L'usine hydroélectrique est couplé avec une centrale photovoltaïque d'une capacité de 530 MW qui permet de maintenir la production électrique en période de basses eaux ;
- le barrage de Laxiwa inauguré en 2009 est situé 32 km en aval du barrage de Longyangxia dans le xian de Guide (province de Qinghai). Son usine hydroélectrique a une puissance installée de 4 200 MW et fournit en moyenne 10,2 TWh par an. Le lac de barrage a une capacité de 1,1 milliard de m3 ;
- le barrage de Lijiaxia inauguré en 1997 est situé 73 km en aval du barrage de Laxiwa. Il se trouve dans le xian de Jainca (province de Qinghai). Son usine hydroélectrique a une puissance installée de 2 000 MW. Le lac de barrage a une capacité de 1,65 milliard de m3 ;
- le barrage de Liujiaxia inauguré en 1969 est situé dans la préfecture autonome hui de Linxia (province de Gansu). Son  usine hydroélectrique d'une capacité de 1 080 MW. Le lac de barrage a une capacité de 4,24 milliards de m3 ;
- le barrage de Wanjiazhai inauguré en 1998 est situé dans le xian de Pianguan (province du  Shaanxi). Son  usine hydroélectrique d'une capacité de 1 080 MW fournit en moyenne 2,75 TWh par an. Le lac de barrage a une capacité de 0,86 milliard de m3. Un canal de dérivation alimenté par le lac de réserve débite 48 m3/s pour alimenter les villes de  Taiyuan, Shuozhou et Datong. Le canal comporte un tronc commun long de 44 km et deux branches longues respectivement de 102 et 167 km[6] ;
- le barrage de Sanmenxia est situé près de la ville de Sanmenxia à la frontière des provinces du Shanxi et du Henan. Inauguré en 1960 c'était le premier grand barrage construit sur le Fleuve Jaune. Son  usine hydroélectrique d'une capacité de 400 MW. Le lac de barrage a une capacité de 16,2 milliards de m3. Les terres englouties ont nécessité le déplacement de 400 000 personnes ;
- le barrage de Xiaolangdi est situé près de Jiyuan, à 40 km de Luoyang, dans le Henan. Inauguré en 2001 dispose d'une capacité installé de 1 836 MW. L'engloutissement des terres par le lac de barrage long de 130 km et d'une capacité de 12,8 milliards de m3, qui permet d'irriguer 2 millions d'hectares, a imposé le déplacement de 181 000 personnes.

## Problèmes environnementaux
Depuis le milieu des années 1980 le niveau de pollution, qui était déjà élevé, a encore été multiplié par deux.
La pollution, par les métaux lourds et métalloïdes notamment, (abondamment retrouvés dans les sédiments de l'estuaire) provient de la concentration d'usines de l'industrie chimique et pharmaceutique installées le long du fleuve et de ses affluents, notamment à Shizuishan, actuellement considérée comme l'une des villes les plus polluées du monde.
Par suite d'un essor économique brutal, des prélèvements d'eau importants sur le fleuve Jaune liés à la prolifération d'exploitations agricoles, de villes, et d'usines, provoquent l'asséchement du fleuve. Le prélèvement d'eau représente en effet 70 % du débit total moyen à long terme du fleuve Jaune. La période durant laquelle le fleuve s'assèche avant d'atteindre la mer ne cesse de s'allonger d'année en année - à peu près 200 jours en 1997. Cette situation pousse les autorités à pomper l'eau de la nappe phréatique à une vitesse qui dépasse la recharge de la nappe, de sorte que son niveau baisse inexorablement. Ce phénomène est l'un des problèmes de pénurie d'eau les plus sensibles de la planète, du fait que le fleuve draine un immense bassin céréalier qui alimente une population très nombreuse. Il ne s'agit que de l'un des nombreux problèmes d'utilisation non durable de l'eau que l'on rencontre aujourd'hui dans le monde.
Le fleuve Jaune est un exemple extrême d'un cours d'eau ayant virtuellement perdu toutes ses fonctions écosystémiques et naturelles en raison de la gravité des altérations anthropiques portées au régime hydrologique et à l'écosystème fluvial.

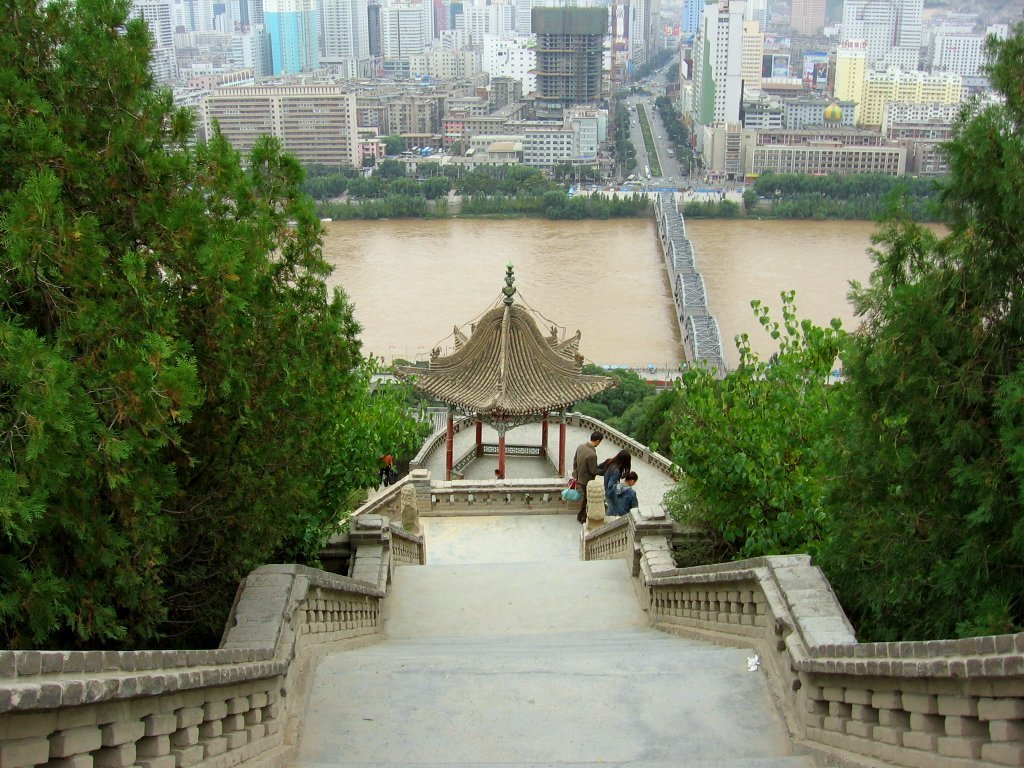
Le fleuve Jaune à Lanzhou, vu depuis la colline de la grande pagode blanche.
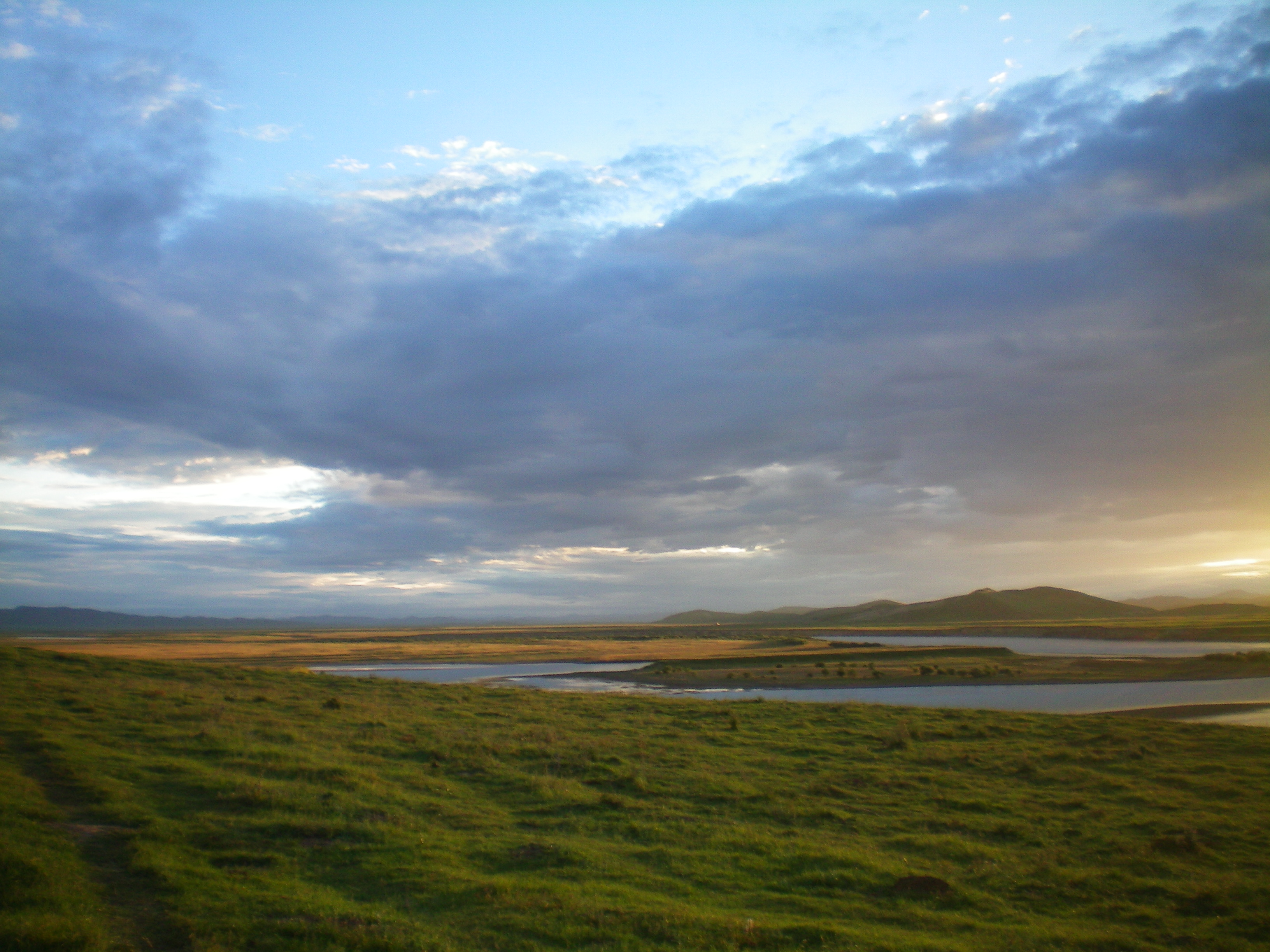
Xian de Zoigê au Sichuan.
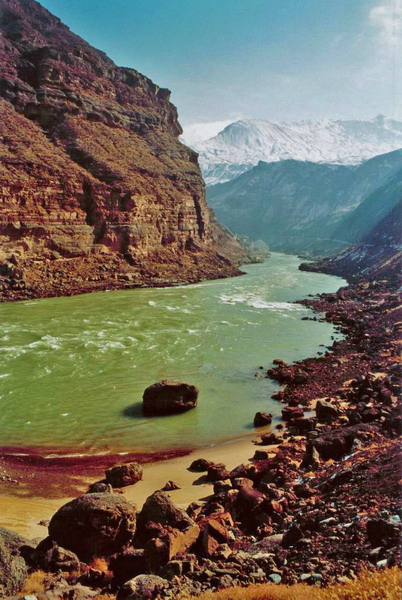
Le fleuve Jaune dans la province du Qinghai (plateau de Lœss).
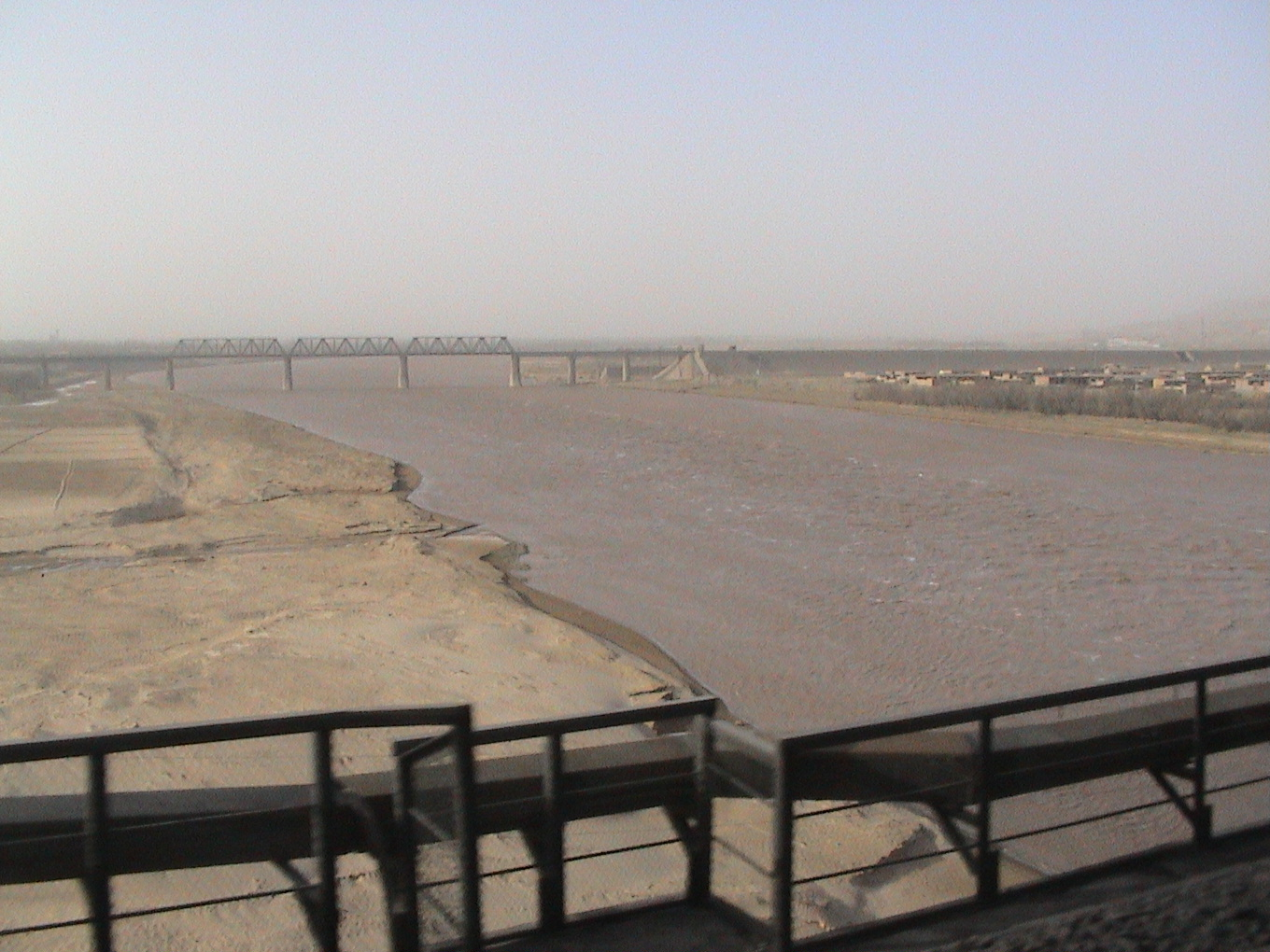
À Wuhai en Mongolie-Intérieure.
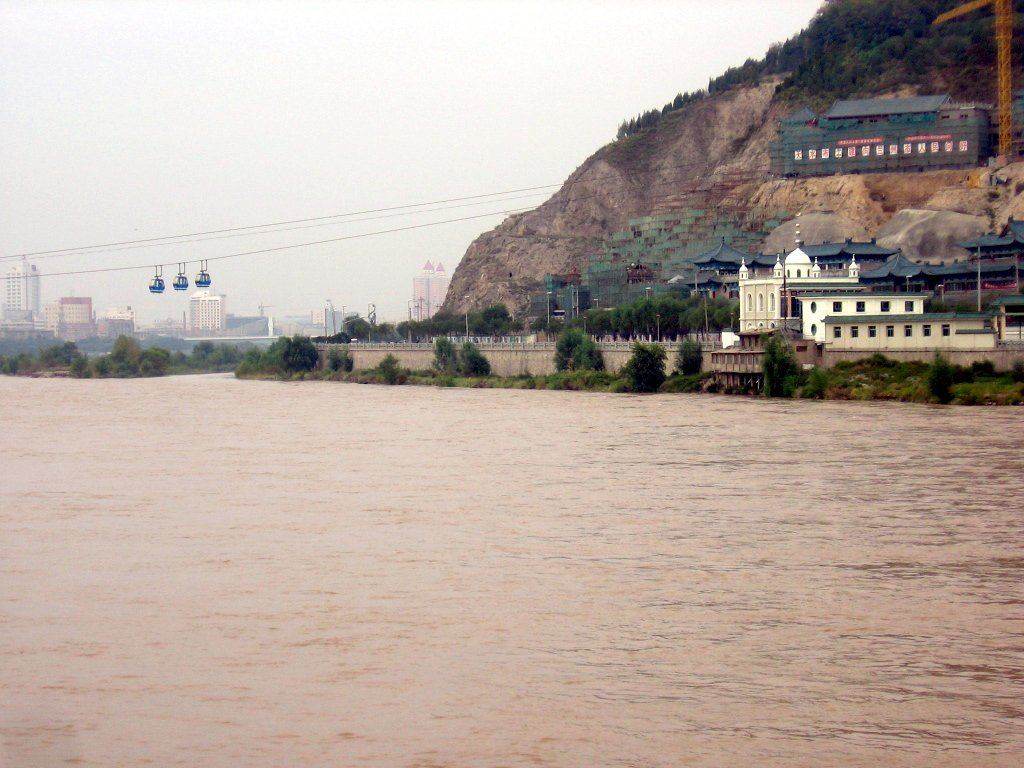
Le fleuve Jaune à Lanzhou.
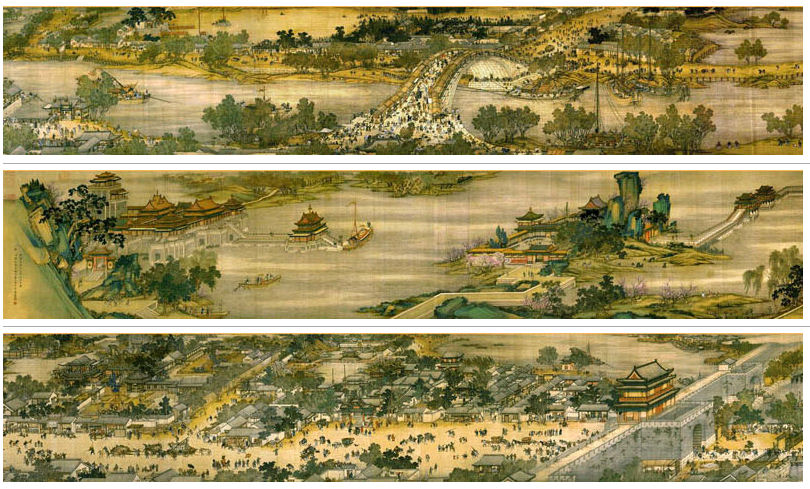
Kaifeng.